# 설계조 영정
설계조 영정은 순창 설씨의 선조인 설계조를 그린 초상이다.
대한민국 경기도 광명시 가학동에 있다. 2009년 11월 17일 광명시의 향토문화유산 제7호로 지정되었다.

## 개요
광명시 가학동에 대대로 살아온 순창 설씨의 선조인 설계조를 그린 영정으로 조선시대 공신상 변화를 볼 수 있는 자료이다.

## 같이 보기
- 설계조